# فيلي كلاين
فيلي كلاين (بالإنجليزية: Willie Klein)‏ هو لاعب غولف أمريكي، ولد في 1901 في لونغ آيلند في الولايات المتحدة، وتوفي في 3 يناير 1957 في مينيولا في الولايات المتحدة.